# Beskidek (Pasmo Czantorii)
Beskidek (cz. Beskydek, Beskydské sedlo) – przełęcz (685 m n.p.m.) w Paśmie Stożka i Czantorii w Beskidzie Śląskim. Znajduje się w głównym grzbiecie wspomnianego pasma, którym biegnie granica polsko-czeska. Oddziela Wielką Czantorię (na północy) od Soszowa Małego (na południu).
Przełęcz Beskidek stanowi połączenie między dolinami potoków: Jawornika (dopływ Wisły) po stronie wschodniej i potoku Střelmá (dopływ Głuchówki) po stronie zachodniej. Jest najniższym punktem wododziału Wisły i Olzy (czyli i Odry) na południe od szczytu Czantorii. Polska część stoków przełęczy znajduje się w granicach miasta Wisła w województwie śląskim, powiecie cieszyńskim.
Grzbietem przez przełęcz biegnie polski pieszy, znakowany kolorem czerwonym szlak turystyczny z Wielkiej Czantorii (0:45 h, z powrotem 1:20 h) na Soszów Wielki (0:40 h w obie strony) i dalej na Stożek Wielki (Główny Szlak Beskidzki). W przeszłości równolegle do niego biegł niebieski szlak czeski. Z przełęczy sprowadzają natomiast szlaki: zielony (kiedyś czarny) na polską stronę, do Wisły Jawornika (0:30 h, z powrotem 0:45 h) oraz zielony na stronę czeską, do Nydka (1:00 h, z powrotem 1:15 h).

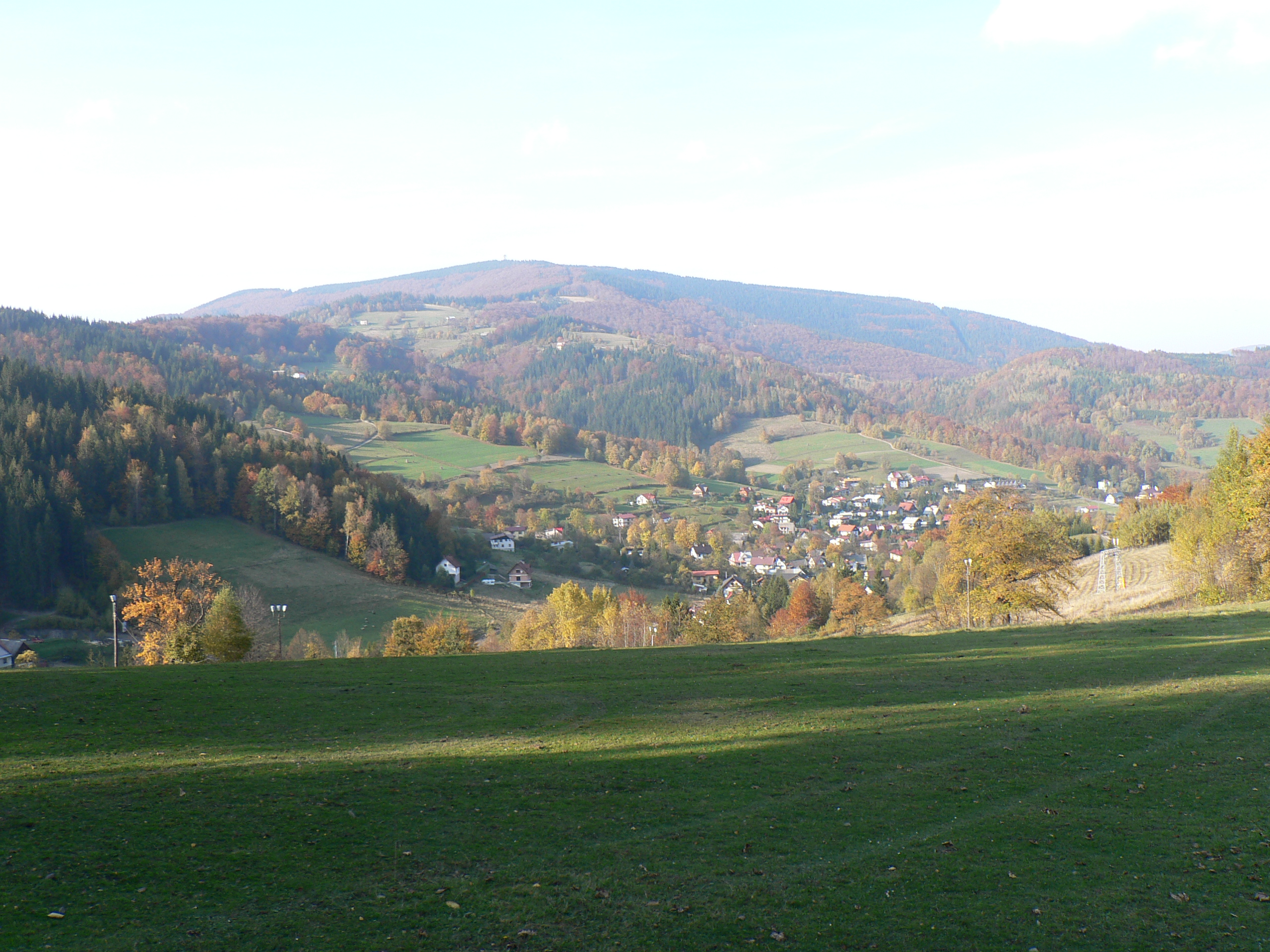
Przełęcz Beskidek i Czantoria Wielka

Przez przełęcz biegnie wąska, leśna droga z Wisły Jawornika do Nydku. Do czasu ustanowienia granicy w 1920 r. (a i później również) stanowiła ona dość uczęszczane przejście, łączące obie miejscowości. Po II wojnie światowej na przełęczy funkcjonowało przejście małego ruchu granicznego Beskidek – Beskydek. 21 grudnia 2007 r. w związku z wejściem Polski do strefy Schengen przestało ono funkcjonować.